# Eisenbahnunfall von Škrljevo
Der Eisenbahnunfall von Škrljevo war der Frontalzusammenstoß eines Güterzugs mit einem entgegenkommenden Bahndiensttriebwagen und die anschließende Entgleisung der beiden Züge im Gefälle der Bahnstrecke Zagreb–Rijeka beim Bahnhof Škrljevo in Kroatien am 11. Dezember 2023.

## Ausgangslage
Die Bahnstrecke Zagreb–Rijeka ist eingleisig, mit 25 kV, 50 Hz Wechselstrom elektrifiziert und weist zwischen Drivenik und Rijeka auf 36,4 Streckenkilometern einen Höhenunterschied von 800 m auf. Daraus resultieren im Bereich der Unfallstelle Neigungen von bis zu 26,8 ‰. Die Regelwerke der kroatischen Eisenbahn (HŽ) stammen überwiegend noch aus der Zeit der Jugoslawischen Eisenbahn, sind also mindestens 35 Jahre alt. Für den Fall eines drohenden Eisenbahnunfalls sehen sie vor, dass die Oberleitung abzuschalten ist.
Der Güterzug 81218 der Rail Cargo Carrier Croatia war von Zagreb kommend in Richtung Rijeka unterwegs. Er bestand aus der führenden Elektrolokomotive 1293 080 (Vectron), der unmittelbar folgenden Elektrolokomotive 1116 028 (Taurus) der Österreichischen Bundesbahnen und 19 mit Mais beladenen Wagen der Gattung Tagnpps. Allein die 19 Wagen – ohne die Lokomotiven – hatten eine Masse von etwa 1500 t.
In der Gegenrichtung verkehrte der Wartungs- und Bahndiensttriebwagen TMD 9100 327 der kroatischen Eisenbahninfrastruktur HŽ Infrastruktura.

## Unfallhergang
Der Lokomotivführer des Güterzugs gab im Nachhinein an, dass zwar die Lokomotiven gebremst hätten, die Bremsen der Wagen aber nicht. Der Güterzug durchfuhr bereits den Bahnhof Meja – wo eine zulässige Höchstgeschwindigkeit von 40 km/h vorgeschrieben ist – mit 50 km/h statt, wie vorgesehen, hier für die Zugkreuzung mit dem Bahndiensttriebwagen zu warten. Dem Bahnhofspersonal gelang es, den Triebfahrzeugführer des Bahndiensttriebwagens telefonisch zu erreichen, woraufhin dessen Besatzung das Fahrzeug verließ und unverletzt blieb. Das Bahnhofspersonal verhielt sich auch regelkonform und schaltete die Oberleitung ab. Die elektrischen Bremsen der Lokomotiven waren damit funktionslos. Der Güterzug traf um 8:47 Uhr etwa zwei Kilometer hinter dem Bahnhof Meja mit etwa 120 km/h in einer Frontalkollision im Streckenkilometer 633 auf den Triebwagen. Der Zug schob den Triebwagen noch mehr als 5 km vor sich her, bevor er in einem Gleisbogen bei km 640,3 entgleiste. Dabei blieb die führende Lokomotive aufrecht stehen, während alle anderen Fahrzeuge, mit Ausnahme des letzten Wagens, umkippten. Der Wartungstriebwagen blieb an einem Oberleitungsmast hängen, knickte ihn um und kam quer zum Gleis zum Stehen. Die Entgleisung erfolgte in einem schmalen Geländeeinschnitt, der von Felswänden begrenzt wird.

## Folgen
Schwer verletzt wurde niemand, es entstand jedoch erheblicher Sachschaden auch an der Eisenbahninfrastruktur. Bahndiensttriebwagen und fast alle Güterwagen erlitten Totalschaden, die beiden Lokomotiven wurden schwer beschädigt. Die Agencija za istraživanje nesreća u zračnom, pomorskom i željezničkom prometu (AIN / Agentur für die Untersuchung von Unfällen im Luft-, See- und Eisenbahnverkehr) nahm sofort ihre Arbeit auf und untersucht den Unfall. Die vorläufige Einschätzung des Unfalls geht von Bremsversagen aus.
Aufgrund der Lage des entgleisten Zuges in einem schmalen Geländeeinschnitt, der beidseitig von hohen Felswänden begrenzt wird, waren die Bergungsarbeiten schwierig. Der letzte, noch aufrechtstehende Wagen konnte Richtung Meja abgezogen werden, die HŽ aber mit ihrem Schienendrehkran, der am 12. Dezember eintraf, nur an die Ostseite der Unfallstelle, also den Zugschluss, heranfahren. Sie bat deshalb die Slovenske železnice (SŽ) um Hilfe, die ihren Schienenkran über Rijeka an die Westseite der Unfallstelle heranfuhr, wo der entgleiste Triebwagen und die beiden Lokomotiven lagen. Der Kran traf am 15. Dezember ein. Während der Bergungsarbeiten wurde ein erheblicher Teil des verstreut herumliegenden Ladeguts und außerdem noch 350 m Kupferkabel gestohlen. Insgesamt dauerte die Bergung 10 Tage. Während der Sperrung der Strecke wurden einige Güterzüge nach Rijeka über Slowenien umgeleitet, im Personenverkehr auf Schienenersatzverkehr mit Bussen zurückgegriffen. Ab dem Nachmittag des 22. Dezember war die Strecke wieder befahrbar.